# دلدارنگر فتح‌پور بازار
دلدارنگر فتح‌پور بازار (به انگلیسی: Dildarnagar Fatehpur Bazar) یک منطقهٔ مسکونی در هند است که در Ghazipur district واقع شده‌است.

## خصوصیات
دلدارنگر فتح‌پور بازار ۲۰٬۲۶۷ نفر جمعیت دارد و ۷۳ متر بالاتر از سطح دریا واقع شده‌است.